# 吳函峮
吳函峮（1990年4月19日—），藝名峮峮，暱稱山君，臺灣演員、主持人、啦啦隊員。現為中華職棒中信兄弟啦啦隊Passion Sisters之成員、飢餓遊戲之主持人。

## 演藝生涯
- 2010年獲選為「網路十大正妹」第八名[1]。
- 曾是中天綜合台節目《大學生了沒》固定成員，並獲選為「四大冰山正妹」之一[2]。
- 2016年加入宏將多利安，成為其旗下模特兒。同年，她加入中華職業棒球大聯盟中信兄弟隊之Passion Sisters啦啦隊[3]，並於球季開始時之「PS人氣王」票選活動與短今一起獲選為「新人王」。
- 2017年因在一次棒球賽事進行時，於球場旁邊隨著球員陳子豪之應援曲「炸裂陳子豪」起舞，因而爆紅於網際網路上廣為人知，甚至紅到日本，讓台灣啦啦隊、台式應援開始被世界關注。
- 2019年8月發表個人第一本寫真集《一見峮心》[4]。
- 2020年1月及3月兩度成為漫畫雜誌《週刊YOUNG JUMP》封面模特兒，連續登上兩期封面成為史上第一位該雜誌封面的啦啦隊女神 ，並獲得「台灣第一啦啦隊美少女」的讚譽[5][6][7][8] 。
- 2021年2月初發表寫真集《一見峮心》之日文版本[9]。 同年3月初成為網路歌唱節目《夢想Sing樂園》之主持人[10]。同月底成為網路節目《星光雲！RUN新聞》之主持人[11]。同年4月初參加電視節目《飢餓遊戲》主持人徵選活動[12]，並在最終獲評為第1名，與蔡黃汝一同加入該節目主持人群[13]，使節目收視率屢屢創下新高[14]。同月底於區塊鏈數位商品發行及交換平台「Jcard 這咖」，以個人名義首次發行NFT「數位藝人卡」[15]。11月份與Passion Sisters的隊員們一同發行女孩卡，有個人卡、限量卡、團隊卡等[16]。
- 2022年2月農曆過年後發表個人第二本寫真集《QUNing》[17]。.
- 2023年10月以飢餓遊戲主持群身分入圍第58屆金鐘獎益智及實境節目主持人獎，為Passion Sisters隊史第一位及中華職棒史上第二位入圍中華民國金鐘獎的現役啦啦隊員。第一位是同為台南人的籃籃。[18]同年10月，感謝粉絲的投票支持讓自己主持的《飢餓遊戲》榮獲第58屆金鐘獎最具人氣綜藝節目獎。
- 2024年5月7日成為《世界氣喘日》大使，並承認從小受氣喘病影響

## 個人生活
2020年6月17日，《時報周刊》雜誌報導她與黃鴻升處於愛情關係中；但兩人選擇不公開戀情，因而未予承認。同年9月16日，黃鴻升在家中猝逝，峮峮於深夜在Instagram發文，公開承認兩人已交往一年半。2024年，兩人的好友KID跟峮峮在《花甲少年趣旅行》透露峮峮在黃鴻升離世後就一直保持單身狀態。

## 啦啦隊經歷

### 棒球之啦啦隊
| 年份       | 隊名            | 備註                   |
| 2016年至今 | Passion Sisters | 中華職棒中信兄弟啦啦隊 |

### 籃球之啦啦隊
| 年份       | 隊名            | 備註                                          |
| 2021年至今 | Passion Sisters | T1聯盟 / 台灣職業籃球大聯盟新北中信特攻啦啦隊 |

## 演出作品

### 電視劇
| 年份 | 劇名                 | 角色 |
| 2023 | 《此時此刻》         | 美玳 |
| 2025 | 《你好，我是接體員》 | 美美 |

### 網路劇
| 年份 | 劇名         | 角色       |
| 2020 | 《同居世代》 | 阿飛前女友 |
| 2023 | 《此時此刻》 | 美玳       |

### 電影
| 年份 | 片名               | 角色 |
| 2025 | 《夏日最後的祕密》 |      |

## 主持作品

### 電視節目
| 年份    | 開始主持     | 頻道    | 名稱         | 性質 | 合作                           |
| 2021-今 | 2021年5月2日 | 中視CTV | 《飢餓遊戲》 | 主持 | 孫協志、王仁甫、許孟哲、蔡黃汝 |

### 網路節目
| 年份    | 開始主持      | 頻道                       | 名稱               | 性質 | 合作 |
| 2021    | 2021年3月8日  | 17直播                     | 《夢想Sing樂園》   | 主持 | 納豆 |
| 2021-今 | 2021年3月25日 | ETtoday東森新聞雲、YouTube | 《星光雲!RUN新聞》 | 主持 | KID  |

## 音樂作品

### 單曲
| 年份       | 曲名             | 備註                                                       |
| 2016年9月  | 美麗的執著       | 與Passion Sisters共同出演                                  |
| 2017年8月  | 閃亮之星         | 與Passion Sisters共同出演                                  |
| 2018年9月  | Kiss Me          | 與Passion Sisters共同出演                                  |
| 2019年7月  | Look at me       | 與Passion Sisters共同出演                                  |
| 2020年9月  | Passion Sisters  | 與Passion Sisters共同出演                                  |
| 2021年12月 | 因為有你         | 與同為飢餓遊戲主持人孫協志、王仁甫、許孟哲、蔡黃汝共同演唱 |
| 2022年8月  | 一球入魂         | 與Passion Sisters共同出演                                  |
| 2023年10月 | We Can           | 與Passion Sisters共同出演                                  |
| 2024年9月  | Go！Passion Go！ | 與Passion Sisters共同出演                                  |

### 音樂錄影帶
- 2010年：南拳媽媽《河流·午後·我經過》
- 2011年：丁噹《一半》
- 2011年：梁靜茹《一家一》
- 2011年：謝和弦《後青春是什麼挽歌》
- 2020年：吳若希《沒有你並無掛念》
- 2020年：黃鴻升《地球上最無聊的下午》
- 2021年：美秀集團《金光閃閃》

## 廣告代言
| 年份 | 名稱                                     | 備註                                                             |
| 2010 | 《每朝健康綠茶》                         |                                                                  |
| 2019 | 《義美牛乳系列》「療癒篇」               |                                                                  |
| 2020 | 《師虎來了》「感恩篇」                   |                                                                  |
| 2020 | 《Pokemon隨心所欲一起GO》                |                                                                  |
| 2021 | 《金牌奧運金光閃閃應援團》               | 2021年中華奧林匹克委員會製作官方應援曲，應援前進東京奧運的國手們 |
| 2021 | 《新笑傲江湖M》「唐門」                  | 手遊                                                             |
| 2022 | 《吞食天地3：放置版》                    | 手遊                                                             |
| 2022 | 《金猴爺》                               | 手遊                                                             |
| 2022 | 《111中秋連假高速公路交通疏導宣傳短片》  |                                                                  |
| 2022 | 《111司法院國民法官制度宣導影片》        |                                                                  |
| 2023 | 《御茶園》「開香篇」                     |                                                                  |
| 2023 | 《魔靈召喚：克羅尼柯戰記》「峮峮練舞篇」 | 手遊                                                             |
| 2023 | 《FILA》運動品牌代言人                   |                                                                  |
| 2023 | 《親親JIUJIU衛生棉》                     |                                                                  |
| 2024 | 《三國群英傳M》                          | 手遊                                                             |
| 2024 | 《中華菱利》「峮峮加油篇」               |                                                                  |
| 2024 | 《extra 益齒達》                         |                                                                  |
| 2024 | 《瑪登瑪朵》                             |                                                                  |
| 2024 | 《胖太郎抓妖記》                         | 手遊                                                             |
| 2024 | 《桂格奇亞籽麥片》                       |                                                                  |
| 2024 | 《台灣中油－洗可麗洗沐新品》             |                                                                  |
| 2025 | 《神契：氣靈師》                         | 手遊                                                             |
| 2025 | 《福樂Q果優酪雪糕》                      |                                                                  |

## 出版物

### 寫真集
| 年份 | 出版日期      | 書名         | 版本                                   | 頁數   | 規格             | 出版社                         | ISBN                                 | 攝影者 |
| 2019 | 2019年8月2日  | 《一見峮心》 | 一見峮心 平裝一見峮心 特裝             | 144384 | 16開19*26cm      | 尖端出版                       | ISBN 9789571086651ISBN 4712966359776 | 黃天仁 |
| 2022 | 2022年2月23日 | 《QUNing》   | QUNing (平裝初心版)QUNing (特裝未泯版) | 144    | 25.6*1825.7*18.4 | 波麗佳音台灣（PONY CANYON TW） | ISBN 9786269555116ISBN 9786269555109 | 林予晞 |

### 日文版寫真集
| 年份 | 出版日期      | 書名                     | 出版社                       | ISBN               |
| 2021 | 2021年2月10日 | 《一見峮心~ひとめぼれ~》 | 波麗佳音（ポニーキャニオン） | ISBN 9784865293128 |

### 日本雜誌
| 年份 | 出版日期      | 月號        | 書名                                    | 出版社 |
| 2019 | 2019年12月5日 | 2020年1月號 | 《週刊ヤングジャンプ》 (週刊YOUNG JUMP) | 集英社 |
| 2020 | 2020年3月5日  | 2020年3月號 | 《週刊ヤングジャンプ》 (週刊YOUNG JUMP) | 集英社 |

## 大型活動
| 日期                                      | 名稱                                    | 國家 | 城市 | 地點                     | 備註                                                                     |
| 2021年3月5日                              | 2021開訓記者會                          | 臺灣 | -    | -                        |                                                                          |
| 2021年4月1日                              | 飢餓遊戲全新主持陣容記者會              | 臺灣 | -    | -                        | 女主持發布記者會                                                         |
| 2021年11月3日                             | 飢餓遊戲五週年宣傳記者會                | 臺灣 | -    | -                        |                                                                          |
| 2021年12月12日                            | 十年一刻總冠軍封王大遊行                | 臺灣 | 臺中 | 臺中洲際棒球場           |                                                                          |
| 2022年3月22日                             | 2022PS記者會                            | 臺灣 | -    | -                        |                                                                          |
| 2022年7月30日                             | 2022中華職棒明星對抗賽                  | 臺灣 | 臺中 | 臺中洲際棒球場           | 50位啦啦隊女孩聯合開場舞                                                 |
| 2022年10月1日                             | 2022寶礦力路跑                          | 臺灣 | 臺北 | 大佳河濱公園             | 擔任第四屆寶礦力路跑大使                                                 |
| 2022年10月9日                             | 尚亨旗艦店盛大開幕                      | 臺灣 | 高雄 | 新堀江                   |                                                                          |
| 2022年10月15日                            | 飢餓遊戲六週年粉絲見面會                | 臺灣 | 臺北 | 遠百信義A13              |                                                                          |
| 2022年10月22日                            | 5566二十週年演唱會                      | 臺灣 | 高雄 | 高雄巨蛋                 | 共同合唱電視節目飢餓遊戲主題曲《因為有你》。                             |
| 2022年11月20日                            | 中信兄弟封王遊行感謝祭                  | 臺灣 | 臺中 | 臺中洲際棒球場           |                                                                          |
| 2022年12月18日                            | 啦啦隊女神HotShow                       | 臺灣 | 臺北 | 台北小巨蛋               |                                                                          |
| 2023年3月8日2023年3月11日2023年3月12日    | 2023世界棒球經典賽                      | 臺灣 | 臺中 | 臺中洲際棒球場           | 21位經典女孩應援                                                         |
| 2023年3月17日                             | Passion Sisters全陣容曝光十年有成記者會 | 臺灣 | -    | -                        |                                                                          |
| 2023年7月31日                             | 2023中華職棒明星對抗賽                  | 臺灣 | 臺中 | 臺中洲際棒球場           | 50位啦啦隊女孩聯合開場舞                                                 |
| 2023年8月2日2023年8月3日                  | 御台場冒險王2023 SUMMER SPLASH          | 日本 | 東京 | 東京富士電視台           | Passion Sisters全員17位出國表演，將熱情帶往日本，台式應援登上國際舞台    |
| 2023年10月14日                            | 世客博X飢客任務-一日任務                | 臺灣 | 桃園 | 桃園展館                 | 峮峮前往飢客任務遊戲總部擔任一日關主                                     |
| 2023年10月20日                            | 第58屆金鐘獎-星光大道頒獎典禮           | 臺灣 | 臺北 | 國父紀念館               |                                                                          |
| 2023年11月9日2023年11月10日2023年11月11日 | 2023日本台灣形象展                      | 日本 | 東京 | 東京新宿住友大夏三角廣場 | 從台灣請到目前最夯的啦啦隊女神『峮峮』、『林襄』等5人助攻，盼救台灣觀光  |
| 2023年11月13日                            | 第40屆台中市舒跑杯路跑活動              | 臺灣 | 臺中 | 台中市政府               | 邀請啦啦隊女神『峮峮』來到會場為跑者加油打氣，讓舒跑杯40周年現場活力炸裂 |
| 2023年11月21日                            | 飢餓遊戲七週年記者會                    | 臺灣 | -    | -                        |                                                                          |
| 2023年12月3日                             | PS粉絲見面會                            | 臺灣 | 臺中 | 頂粵吉品                 |                                                                          |
| 2024年2月24日                             | KICKSTAGE x QUN一日店長活動             | 臺灣 | 臺北 | 西門町                   |                                                                          |
| 2024年3月2日                              | 讀賣巨人軍90週年紀念台灣試合            | 臺灣 | 臺北 | 臺北大巨蛋               | 大巨蛋應援                                                               |
| 2024年3月19日                             | 中信兄弟啦啦隊2024全新陣容發布會        | 臺灣 | -    | -                        |                                                                          |

## 獎項紀錄

### 電視金鐘獎
| 年份   | 獲提名       | 獎項                                | 結果 |
| ------ | ------------ | ----------------------------------- | ---- |
| 2023年 | 《飢餓遊戲》 | 第58屆金鐘獎 益智及實境節目主持人獎 | 入圍 |
| 2023年 | 《飢餓遊戲》 | 第58屆金鐘獎 最具人氣綜藝節目獎     | 獲獎 |

## 外部連結
- 峮峮-吳函峮的Facebook專頁
- 山君Qun🍒的Instagram帳戶
- 吳函峮的X（前Twitter）
- YouTube上的峮峮的日常頻道
- YouTube上的QunTube / チュンチュン日本公式頻道 (日文頻道)
- https://youtube.com/@qunlove0419 （页面存档备份，存于）